# إدوين فريمان
إدوين فريمان (5 يونيو 1886 - 7 ديسمبر 1945) (بالإنجليزية: Edwin Freeman)‏ هو لاعب كريكت بريطاني (وحمل سابقاً جنسية المملكة المتحدة لبريطانيا العظمى وأيرلندا).